# 장경세
장경세(張經世, 1547년 ~ 1615년)는 조선의 문신이다. 본관은 흥덕(興德). 자는 겸선(兼善), 호는 사촌(沙村). 전라도 남원 출생.

## 생애
1585년(선조 18) 생원이 되고, 1589년(선조 22) 43세로서 증광문과(增廣文科)에 병과로 급제한 뒤, 교서관저작을 거쳐 1593년(선조 26) 공주제독관을 지냈으며 얼마 뒤에 승문원박사를 역임했다. 이어 공조·예조의 좌랑을 거쳐 전라도도사로 부임했다가 1602년(선조 35)에는 노모를 모시기 위하여 금구현령을 자청했다. 그러나 이듬해 실정의 책임으로 파면당했다. 관직을 그만둔 뒤 시문을 즐기며 여생을 보냈다.

## 문학
이황의 《도산십이곡》을 모방하여 충군 애국 성심을 읊은 《강호연군가》 12곡을 지었다. 노년에 남원 풍악산에서 은거하면서 지은 한시 《유선사》(遊仙詞) 87곡은 도학적이고 신선의 풍류를 표현한 작품이다.